# Wargame: Zimna wojna
Wargame: Zimna wojna (ang. Wargame: European Escalation) – strategiczna gra czasu rzeczywistego wyprodukowana przez francuskie studio Eugen Systems oraz wydana w 2012 roku na PC. Pierwsza gra z serii Wargame.

## Fabuła
Wargame: Zimna wojna została osadzona w czasach zimnej wojny, jej wydarzenia mają miejsce w latach 1975–1985. Pomiędzy NATO a Układem Warszawskim dochodzi do fikcyjnego konfliktu, rozgrywany jest on według scenariuszy, które były możliwe w rzeczywistości w przeszłości.

## Rozgrywka
Gracz ma do wyboru jedną ze stron konfliktu NATO i Układ Warszawski, w których to może pokierować wojskami Stanów Zjednoczonych, Wielkiej Brytanii, Francji, Republiki Federalnej Niemiec oraz Niemieckiej Republiki Demokratycznej, Związek Radzieckiego, Czechosłowacji i Polski.
Każda ze stron posiada swoje własne unikalne i szczegółowo opisane jednostki, łącznie jest ich 361. Jednostki mają wpływ na rozgrywkę. Gra skupia się na bitwach lądowych (do dyspozycji gracza oddano między innymi różne typy piechoty, czołgi, transportery opancerzone, artylerię i pojazdy zwiadowcze).
Gra wykorzystuje silnik graficzny Iriszoom, przebieg walk jest dostępny z każdej perspektywy.
Armie krajów używają ich narodowego języka.
Gra oferuje tryb gry wieloosobowej rozgrywany przez Internet.